# Округ Љеш
Љеш (алб. Qarku i Lezhës) један је од 12 округа Албаније. Налази се у Северној Албанији, а главни град округа је Љеш.